# Jacques Philippe Marie Binet

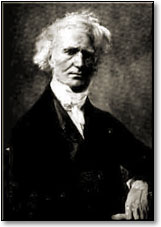
Jacques Philippe Marie Binet

Jacques Philippe Marie Binet (n. 2 februarie 1786 la Rennes - d.12 mai 1856 la Paris) a fost un matematician și astronom francez.

## Biografie
În 1804 este absolvent al Școlii Politehnice, ocupând succesiv funcțiile de: examinator, repetitor și profesor de mecanică. 
În 1830, manifestându-se ca monarhist, a fost destituit de guvern, păstrându-și Catedra de Astronomie la Collège de France, pe care a obținut-o în anul 1823.
În 1843 l-a succedat pe Lacroix ca membru al Academiei Franceze de Științe.

## Contribuții
Contribuțiile sale vizează în primul rând matematica superioară și astronomia.
A dat un nou impuls teoriei determinanților și teoriei matricilor.
A studiat complexul de normale ale unui sistem de suprafețe omofocale de ordinul al II-lea, descoperind ortogonalitatea suprafețelor din astfel de familii. A introdus noțiunea de funcția beta.

## Scrieri
- Mémoire sur la Théorie des axes conjugués et des moments d'inertie des corps (1813)
- Mémoires sur un systèmes de formules analytiques, et leur application à des considerations géométriques
- Mémoires sur la détermination des équations indéterminées du premier degré des nombres entiers.

De lucrările lui Binet s-au ocupat Mihail Ghermănescu și Eugène Charles Catalan.